# Tadeusz Wiejowski
Tadeusz Wiejowski (ur. 4 maja 1914 w Kołaczycach, zm. 1941 w Jaśle) – polski szewc, więzień niemieckiego nazistowskiego obozu koncentracyjnego Auschwitz-Birkenau, pierwszy, który podjął ucieczkę z obozu.
Tadeusz Wiejowski do obozu został wysłany w pierwszym transporcie, który dotarł do niego 14 czerwca 1940 roku z więzienia w Tarnowie, w obozie otrzymał numer 220. Wiejowski podjął udaną próbę ucieczki 6 lipca tego samego roku, w ucieczce pomogło mu pięciu polskich robotników cywilnych, zatrudnionych w obozie jako elektrycy, Bolesław Bicz, Emil Kowalowski, Stanisław Mrzygłód, Józef Muszyński i Józef Patek. Czterech z nich należało do Związku Walki Zbrojnej. Wiejowski został przebrany w ubranie jednego z nich i w ich towarzystwie wyszedł na zewnątrz obozu, gdzie otrzymał prowiant i pieniądze. Uciekł pociągiem towarowym.
8 lipca pomocnicy Wiejowskiego zostali aresztowani i osadzeni w obozie, do końca wojny dożył tylko Bolesław Bicz.
Wiejowski po ucieczce przez ponad rok ukrywał się w rodzinnej miejscowości Kołaczyce, ale jesienią 1941 roku został aresztowany i uwięziony w Jaśle, a następnie rozstrzelany.
Jako karę dla pozostałych więźniów władze obozu urządziły trwający 20 godzin apel, podczas niego zmarł pierwszy więzień, Dawid Wongczewski.